# Tartaros
V řecké mytologii je Tartaros (Τάρταρος, 2. pád Tartaru, latinsky Tartarus) bůh mohutné propasti se železnými zdmi a branami a jejím zosobněním, vznikl z prvopočátečního chaosu. Leží tak hluboko pod zemí, jak vysoko je nad ní nebe. Železná kovadlina by ze zemského povrchu padala na její dno devět dní a nocí. Je tam třikrát větší tma než v noci na světě.
Svržení do Tartaru patří mezi nejstrašnější tresty v řecké mytologii. Úranos zde například věznil své tři syny – padesátihlavé a storuké obry Hekatoncheiry, jménem Briareós, Gyés a Kottos, které osvobodil až Zeus, ten zde zase uvěznil přemožené Titány, než usoudil, že je potrestal příliš krutě, a propustil je.
Tartaros zplodil s matkou země Gaiou hrozného stohlavého obra Týfóna, který měl přemoci samotného Dia za potrestání Titánů. Zeus ho potrestal rovněž svržením do Tartaru a ponechal ho zde navždy.
Kromě Týfóna má s bohyní noci Nyx tři potomky, kteří zůstali s podsvětím spjati. Jsou jimi bohyně podsvětní řeky Léthé, bůh smrti Thanatos a bůh spánku Hypnos.
Za trest tu bylo i několik mytických hrdinů – Ixión, Sísyfos, Tantalos.